# Puente amont
El puente amont (del francés: Pont amont) es un puente parisino sobre el río Sena que une el XII Distrito con el XIII Distrito. Oficialmente carece de nombre, de hecho la denominación "amont" (aguas arriba) se debe al uso y a su situación geográfica, dado que es el primer puente parisíno recorriendo el río hacia su desembocadura.
Es un puente exclusivamente automovilístico que sirve de kilómetro 0 al Bulevar Periférico de París.
Fue inaugurado en 1969 y mide 270 metros de longitud, lo que le convierte en el segundo puente más largo de la capital. 